# لارن هریس
لارن هریس (به انگلیسی: Lauren Harris) (زادهٔ ۶ ژوئیهٔ ۱۹۸۴) خوانندهٔ بریتانیایی است. او دختر استیو هریس باسیست و عضو بنیانگذار گروه هوی متال آیرن میدن است. لارن توسط راس بالارد (موزیسین) کشف شد و البته در آن زمان بالارد نمی‌دانست که لارن فرزند چه کسی است. لارن خوانندهٔ یک گروه هارد راک با نام خودش است. اولین و تنها آلبوم استودیویی این گروه با عنوان آرامش قبل از طوفان در سال ۲۰۰۸ منتشر شده‌است.
لارن به‌غیر از فعالیت در گروه خودش با آیرن میدن، ویثین تمپتیشن، انسور در بعضی تورهای‌شان همکاری داشته‌است. او با اعضای گروه لارن هریس در تور Somewhere Back in Time World Tour آیرن میدن در هند، نیوزلند، استرالیا، ژاپن، قارهٔ اروپا، آمریکای جنوبی و آمریکای شمالی مشارکت داشته‌اند.